# Paul Gardiner
Pour les articles homonymes, voir Gardiner.
Paul Gardiner est un musicien britannique né le 1er mai 1958 à Hayes, Middlesex (Angleterre) et décédé d'une overdose d'héroïne le 4 février 1984 à Northolt, Middlesex (Angleterre).
Il est principalement connu pour avoir été le bassiste du groupe Tubeway Army et a travaillé par la suite avec son comparse du groupe, Gary Numan, notamment sur trois albums studio.